# Campeonato Europeo de Halterofilia de 1998
El LXXVII Campeonato Europeo de Halterofilia se celebró en Riesa (Alemania) entre el 27 de abril y el 3 de mayo de 1998 bajo la organización de la Federación Europea de Halterofilia (EWF) y la Federación Alemana de Halterofilia.

## Medallistas

### Masculino
| Evento  | Oro                                                  | Plata                                                   | Bronce                                                 |
| ------- | ---------------------------------------------------- | ------------------------------------------------------- | ------------------------------------------------------ |
| 56 kg   | Ivan Ivanov Bulgaria 122,5 + 160,0 = 282,5           | Sedat Artuç Turquía 115,0 + 145,0 = 260,0               | Naiden Rusev Bulgaria 115,0 + 145,0 = 260,0            |
| 62 kg   | Stefan Gueorguiev Bulgaria 130,0 + 165,0 = 295,0     | Leonidas Sabanis · Grecia · 135,0 + 157,5 = 292,5       | Mücahit Yağcı Turquía 127,5 + 162,5 = 290,0            |
| 69 kg   | Plamen Zheliazkov Bulgaria 152,5 + 177,5 = 330,0     | Ergün Batmaz Turquía 145,0 + 175,0 = 320,0              | Siarhei Laurenau · Bielorrusia · 150,0 + 167,5 = 317,5 |
| 77 kg   | Zlatan Vanev Bulgaria 160,0 + 200,0 = 360,0          | Guiorgui Asanidze Georgia 165,0 + 195,0 = 360,0         | Jachatur Kiapanaktsian Armenia 165,0 + 190,0 = 355,0   |
| 85 kg   | Marc Huster · Alemania · 172,5 + 210,0 = 382,5       | Pyrros Dimas · Grecia · 172,5 + 205,0 = 377,5           | Dursun Sevinç Turquía 167,5 + 210,0 = 377,5            |
| 94 kg   | Oliver Caruso · Alemania · 182,5 + 212,5 = 395,0     | Ivan Chakarov Bulgaria 180,0 + 207,5 = 387,5            | Akakios Kakiasvilis · Grecia · 172,5 + 207,5 = 380,0   |
| 105 kg  | Viacheslav Ivanovski · Rusia · 182,5 + 220,0 = 402,5 | Yevgueni Shishliannikov · Rusia · 180,0 + 220,0 = 400,0 | Dariusz Osuch · Polonia · 175,0 + 220,0 = 395,0        |
| +105 kg | Ronny Weller · Alemania · 205,0 + 260,0 = 465,0      | Andrei Chemerkin · Rusia · 195,0 + 250,0 = 445,0        | Ara Vardanian Armenia 190,0 + 235,0 = 425,0            |

1. 1 2 3  Arrancada (kg) + dos tiempos (kg) = total olímpico (kg).

### Femenino
| Evento | Oro                                                  | Plata                                               | Bronce                                                 |
| ------ | ---------------------------------------------------- | --------------------------------------------------- | ------------------------------------------------------ |
| 48 kg  | Donka Mincheva Bulgaria 70,0 + 92,5 = 162,5          | Siika Stoeva Bulgaria 75,0 + 85,0 = 155,0           | Anikó Ajkay · Hungría · 67,5 + 85,0 = 152,5            |
| 53 kg  | Izabela Dragneva Bulgaria 80,0 + 102,2 = 182,5       | Dagmar Daneková · Eslovaquia · 80,0 + 97,5 = 177,5  | Anna Strumbu · Grecia · 70,0 + 87,5 = 157,5            |
| 58 kg  | Neli Yankova Bulgaria 85,0 + 107,5 = 192,5           | Dominika Misterska · Polonia · 82,5 + 107,5 = 190,0 | María Jristoforidu · Grecia · 80,0 + 102,5 = 182,5     |
| 63 kg  | Guergana Kirilova Bulgaria 95,0 + 112,5 = 207,5      | Valentina Popova · Rusia · 87,5 + 115,0 = 202,5     | Josefa Pérez Carmona · España · 85,0 + 105,0 = 190,0   |
| 69 kg  | Erzsébet Márkus · Hungría · 95,0 + 120,0 = 215,0     | Svetlana Jabirova · Rusia · 90,0 + 117,5 = 207,5    | Beata Prei · Polonia · 90,0 + 117,5 = 207,5            |
| 75 kg  | Mária Takács · Hungría · 97,5 + 127,5 = 225,0        | Ilona Dankó · Hungría · 100,0 + 122,5 = 22,5        | Mónica Carrió Esteban · España · 100,0 + 115,0 = 215,0 |
| +75 kg | Monique Riesterer · Alemania · 102,5 + 122,5 = 225,0 | Erika Takács · Hungría · 100,0 + 125,0 = 225,0      | Agata Wróbel · Polonia · 105,0 + 120,0 = 225,0         |

1. 1 2 3  Arrancada (kg) + dos tiempos (kg) = total olímpico (kg).

## Medallero
| Núm. | País        | Oro | Plata | Bronce | Total |
| ---- | ----------- | --- | ----- | ------ | ----- |
| 1    | Bulgaria    | 8   | 2     | 1      | 11    |
| 2    | Alemania    | 4   | 0     | 0      | 4     |
| 3    | Hungría     | 2   | 2     | 1      | 5     |
| 4    | Rusia       | 1   | 4     | 0      | 5     |
| 5    | Grecia      | 0   | 2     | 3      | 5     |
| 6    | Turquía     | 0   | 2     | 2      | 4     |
| 7    | Polonia     | 0   | 1     | 3      | 4     |
| 8    | Eslovaquia  | 0   | 1     | 0      | 1     |
| 8    | Georgia     | 0   | 1     | 0      | 1     |
| 10   | Armenia     | 0   | 0     | 2      | 2     |
| 11   | España      | 0   | 0     | 2      | 2     |
| 12   | Bielorrusia | 0   | 0     | 1      | 1     |
|      | TOTAL       | 15  | 15    | 15     | 45    |